# Parrish Glacier
Parrish Glacier är en glaciär i Kanada.   Den ligger i territoriet Nunavut, i den nordöstra delen av landet, 3 800 km norr om huvudstaden Ottawa. Parrish Glacier ligger 251 meter över havet.
Terrängen runt Parrish Glacier är varierad. Parrish Glacier ligger nere i en dal. Trakten runt Parrish Glacier är nära nog obefolkad, med mindre än två invånare per kvadratkilometer.. Det finns inga samhällen i närheten.
Trakten runt Parrish Glacier är permanent täckt av is och snö.